# Clay City (Illinois)
Clay City is een plaats (village) in de Amerikaanse staat Illinois, en valt bestuurlijk gezien onder Clay County.

## Demografie
Bij de volkstelling in 2000 werd het aantal inwoners vastgesteld op 1000. In 2006 is het aantal inwoners door het United States Census Bureau geschat op 948, een daling van 52 (-5,2%).

## Geografie
Volgens het United States Census Bureau beslaat de plaats een oppervlakte van 4,6 km², geheel bestaande uit land. Clay City ligt op ongeveer 180 m boven zeeniveau.

## Plaatsen in de nabije omgeving
De onderstaande figuur toont nabijgelegen plaatsen in een straal van 24 km rond Clay City.